# Dasychira mescalera
Dasychira mescalera là một loài bướm đêm thuộc họ Erebidae. Loài này có ở New Mexico, Texas và Colorado.